# واسیلی پترویچ بوروزدنا
واسیلی پتروویچ بوروزدنا (۱۷۹۳–۱۸۵۰م) - مقام مشاور دولت روسیه، و نویسندهٔ کتاب «شرح مختصری از سفر سفرای امپراتوری روسیه به ایران».
در ۱۸ فوریه (یا ۱ مارس ۱۷۹۳م) در املاک خانوادگی - روستای مدودوو، در ناحیهٔ استارودوبسکی، در یک خانواده اصیل و قدیمی روسی به نام بوروزدنی به دنیا آمد. پدرش پیوتر ایوانوویچ بوروزدنا، مشاور دانشگاهی و مارشال اشراف بخش نووزیبکوفسکی و مادرش اکاترینا گریگوریونا کولیابکو-کورتسکایا بود. و برادران کوچکترش ایوان پتروویچ و نیکولای پتروویچ بودند.
در سال ۱۷۹۹م. به عنوان منشی در دادگاه استارودوبسکی خدمت سربازی را گذراند، و سپس از سال ۱۸۰۲م، در خدمت ارتش، و مارشال ناحیه نووزیبکوفسکی بود؛ او در نهایت در ۱۶ سپتامبر ۱۸۱۳م. از خدمت نظام بازنشسته شد. یک سال بعد، در ۲۸ اوت ۱۸۱۴م، تصمیم گرفت در دانشکدهٔ امور خارجه تحصیل کند. در نتیجه در سال ۱۸۱۶م. به عنوان یکی از مقامات دفتر سفارت به ریاست الکسی پترویچ یرمولوف به ایران رفت.
بروزدنا در آوریل ۱۸۱۸م. از این مأموریت بازگشت و با رتبهٔ ارزیاب دانشگاهی و دارنده نشان درجهٔ ۳ سَنت آنا و نشان درجهٔ ۲ شیر و خورشید ایران بازنشسته شد، و سپس به عنوان نمایندهٔ اشراف در کمیتهٔ فرعی ناحیه نووزیبکوفسکی خدمت کرد.
واسیلی پتروویچ در سال ۱۸۲۱م، یادداشت‌های سفر خود به ایران را با عنوان "شرح مختصری از سفر سفرای امپراتوری روسیه به ایران" منتشر کرد. او پیش از این و در سال ۱۸۱۴م، کتاب "چشم‌انداز یک کشیش سیبریایی سالخورده در طول نبرد مردمی لایپزیگ در سال ۱۸۱۴م.» را نوشته و منتشر کرده بود.
وی در سال ۱۸۳۷م، دوباره وارد خدمات دولتی شد، و در ۱۶ ژانویه به ریاست بانک استقراضی دولتی روسیه منصوب شد، و در ادامه از ۲۵ مه ۱۸۴۰م. به عنوان یک مقام رتبه هفتم زیر نظر وزارت دارایی خدمت کرد، و از ۳ سپتامبر ۱۸۴۳م. به مدیریت بخش اول ارسال اسناد اعتباری دولتی رسید. واسیلی پترویچ بروزدنا از تاریخ ۲۵ مه ۱۸۴۴م. به عنوان مشاور ایالتی فعالیت کرد، و در نهایت در دههٔ ۱۸۵۰م. با عنوان مقام مشاور دولت روسیه درگذشت.